# Stagno di Santa Caterina
Lo stagno di Santa Caterina è una zona umida situata lungo la costa occidentale della Sardegna.

Di proprietà demaniale della Regione Sardegna, appartiene amministrativamente al comune di Sant'Antioco. Ha una superficie di 5,10 km² e una salinità media di 38,15 psu.

Con la direttiva "Habitat" n. 92/43/CEE approvata dall'Unione europea viene dichiarato sito di interesse comunitario (SIC) e inserito nella rete Natura 2000 con l'intento di tutelarne la biodiversità, attraverso la conservazione dell'habitat, della flora e della fauna selvatica presenti. Condivide la stessa area SIC, identificata col codice ITB042223, con la limitrofa salina di Sant'Antioco.